# VJ Logan
Van Jameson Lingenfelter Logan (Grass Valley, California; 1986), más conocido con el nombre artístico de VJ Logan, es un modelo estadounidense reconocido por ser el ganador del "reality show" Los más inteligentísimos modelos.

## Biografía
Durante la infancia VJ Logan fue muy atlético. Se graduó de la preparatoria, donde sobresalió académicamente. De niño, su madre quien vivía soltera tuvo que realizar múltiples empleos para apoyar su familia. VJ comenzó su carrera de modelaje después de ser descubierto en una audición de ProScout. 
El 16 de diciembre de 2007, como ganador de la competencia de Los más inteligentísimos modelos, a VJ le fue concedido un premio de $100,000 dólares y recibió una campaña publicitaria de parte de VO5. 
Aunque no es muy conocido por la audiencia, VJ apareció en un episodio de Parental Control en abril de 2008, en donde indicó que tenía un contrato de modelaje por 12 meses.
Ha sido la imagen masculina para la cadena de ropa Forever 21.